# Филипп Гогенлоэ-Лангенбургский
Филипп цу Гогенлоэ-Лангенбург , полное имя — Филипп Готтфрид Александр цу Гогенлоэ-Лангенбург  (нем. Philipp Gottfried Alexander Prinz zu Hohenlohe-Langenburg; род. 20 января 1970, Крайльсхайм, ФРГ) — немецкий аристократ, 10-й (титулярный) князь Гогенлоэ-Лангенбургский (с 16 марта 2004 года).

## Биография
Родился 20 января 1970 года в Крайльсхайме (земля Баден-Вюртемберг, ФРГ). Единственный сын Крафта, князя Гогенлоэ-Лангенбургского (1935—2004), и его первой супруги, принцессы Шарлотты фон Крой (род. 1938).
Внук принцессы Маргариты Греческой и Датской, внучатый племянник принца Филиппа, герцога Эдинбургского. Принцесса Анна Великобританская, является одной из крестных Филиппа.
Филипп Гогенлоэ-Лангенбургский изучал банковское дело и экономику. 16 марта 2004 года после смерти своего отца Филипп стал главой дома Гогенлоэ-Лангенбург и 10-м титулярным князем Гогенлоэ-Лангенбург. Он унаследовал замки Лангенбург и Вайкерсхайм, а также около 2 700 га леса.

## Брак и дети
33-летний Филипп цу Гогенлоэ-Лангенбург женился на Саскии Биндер (род. 15 января 1973, Мюнхен), дочери бывшего директора отделения Deutsche Bank в Мюнхене Ганса Петера Биндера. Гражданская церемония бракосочетания состоялась 6 сентября 2003 года в Лангенбурге, а церковная церемония была проведена 13 сентября 2003 года в Дисен-ам-Аммерзе. Супруги имеют двух сыновей и дочь:
- Макс Леопольд Эрнст Крафт Петер, наследственный принц Гогенлоэ-Лангенбург  (род. 22 марта 2005, Мюнхен)
- Принц Густав Филипп Фридрих Александр Гогенлоэ-Лангенбург  (род. 28 января 2007, Бад-Мергентхайм)
- Принцесса Марита Саския Фриделинде Шарлотта Гогенлоэ-Лангенбург  (род. 23 ноября 2010).